# Всеобщие выборы в Бразилии (2014)
Всеобщие выборы состоялись в Бразилии 5 октября 2014. Выбирались президент, Национальный конгресс, губернаторы штатов и законодательные органы штатов. 26 октября 2014 года состоялся второй тур президентских и губернаторских выборов.

## Президентские выборы
Действующий президент Дилма Русеф от Партии трудящихся (Partido dos Trabalhadores) идёт в 2014 году на переизбрание. Согласно Конституции Бразилии президент избирается на прямом всеобщем голосовании на 4-летний срок, с ограничением в 2 срока подряд. Дилма Русеф победила на своих первых президентских выборах в 2010 году.

### Кандидаты
Партии должны были официально выдвинуть своих кандидатов на президентских выборах до 30 июня 2014 года:

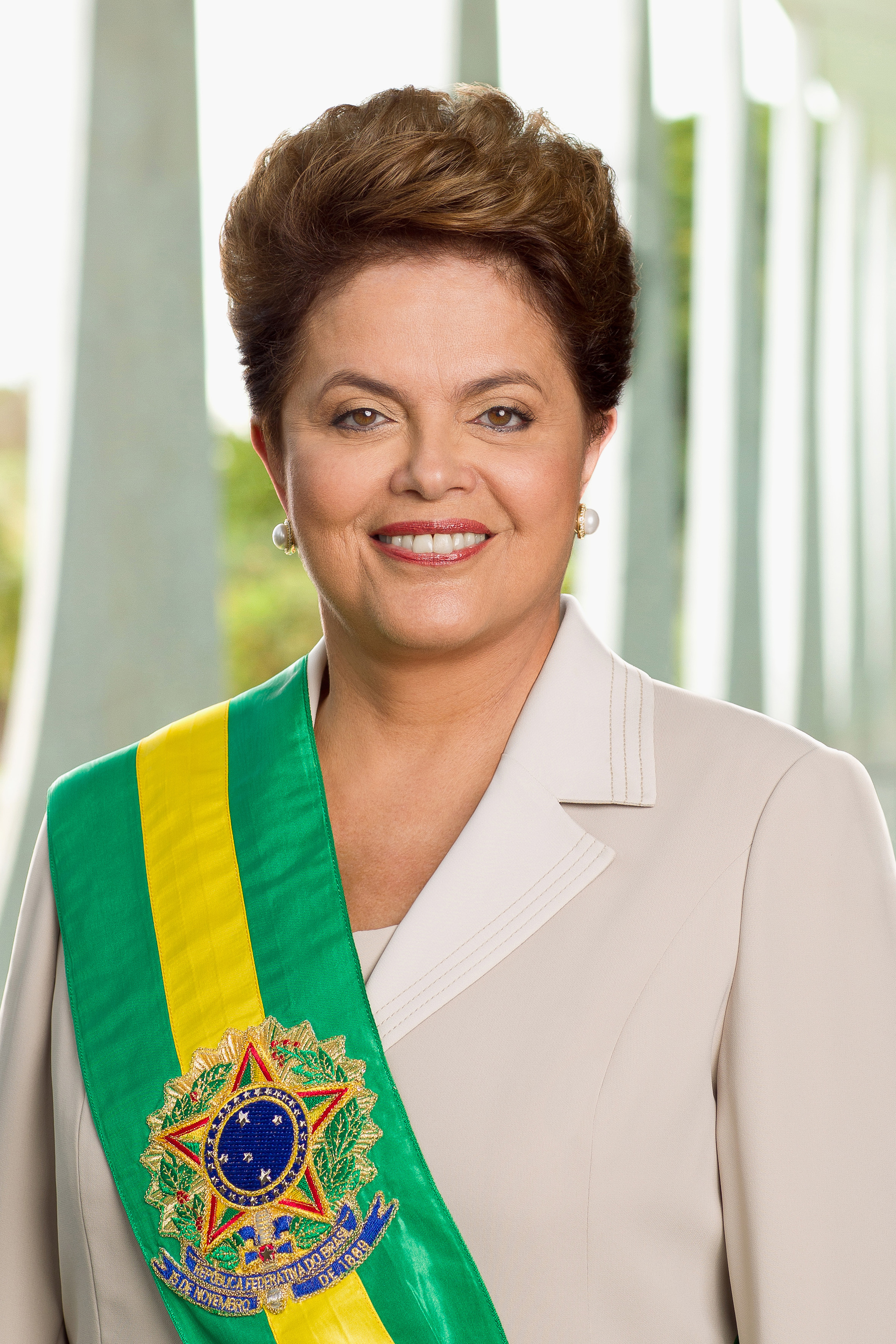
Дилма Русеф (Партия трудящихся)
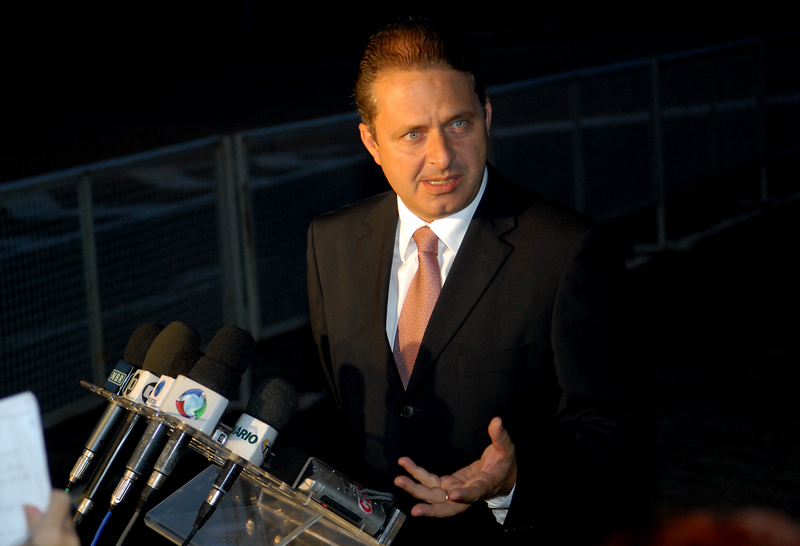
Эдуарду Кампуш† (Социалистическая)
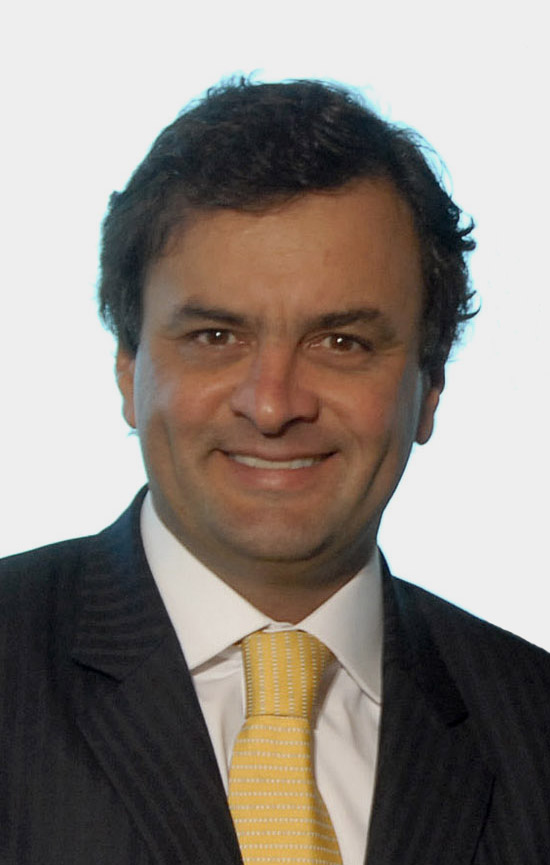
Аэсио Невес (Социал-демократическая)
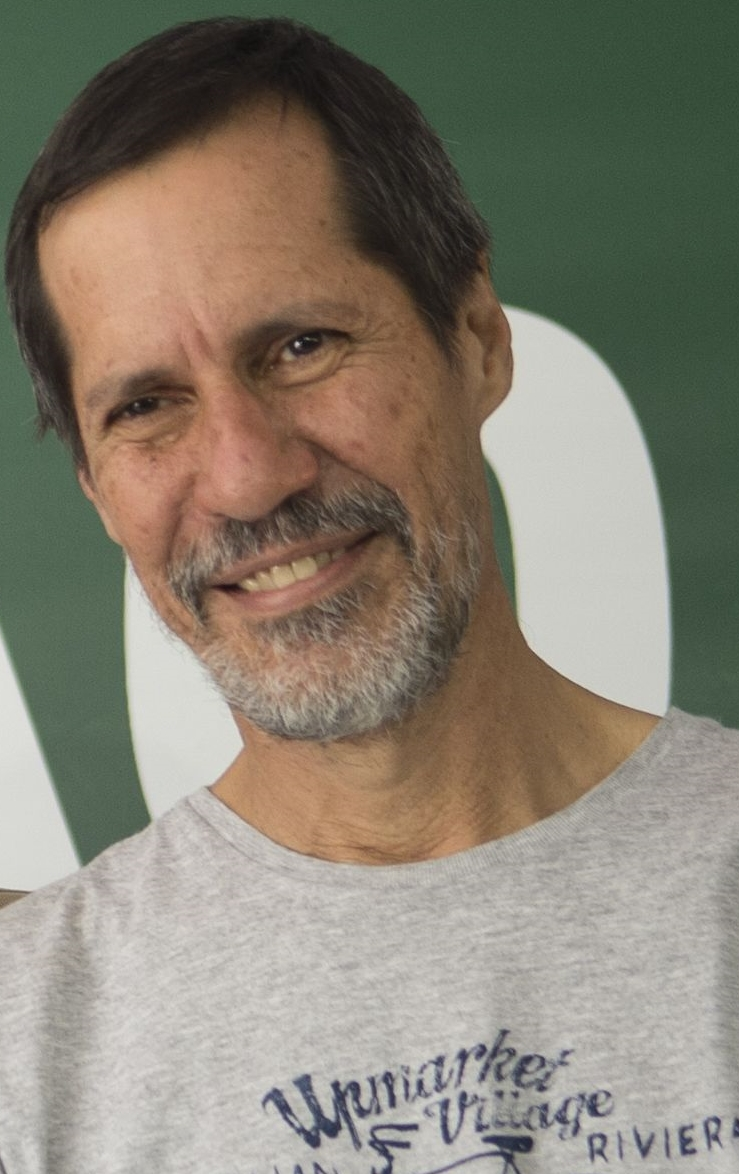
Эдуардо Жорже (Зелёная партия)
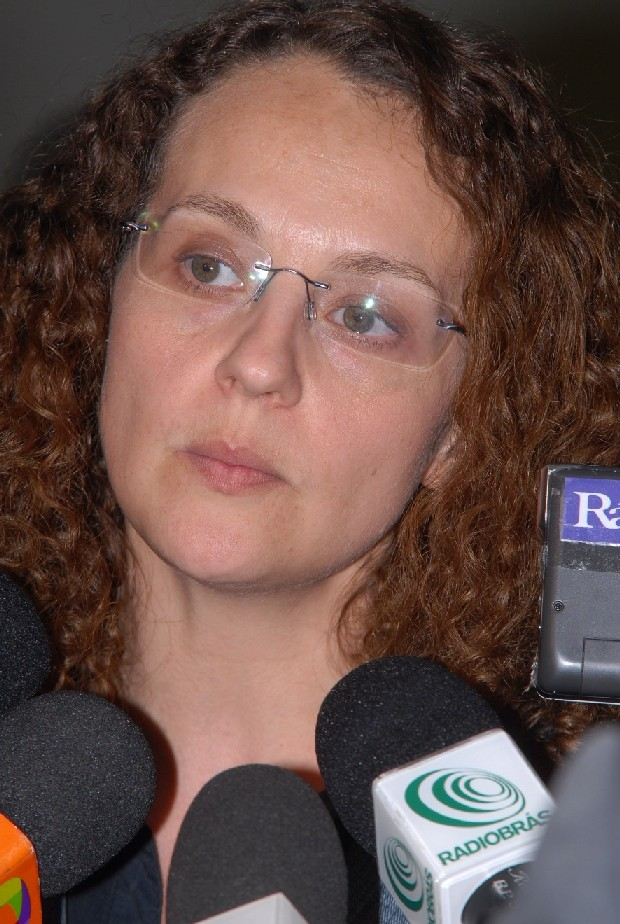
Лусиана Женро (Партия социализма и свободы)

- В конце 2012 года Партия трудящихся сообщила о выдвижении в качестве своего кандидата Дилмы Русеф на второй срок, тем самым опровергнув слухи о возможном участии в президентской гонке бывшего президента Луиса Лулы да Силвы.

- 10 октября 2013 Социалистическая партия Бразилии (Partido Socialista Brasileiro – PSB) выдвинула от себя губернатора штата Пернамбуку Эдуарду Кампуша кандидатом в президенты, после разрыва своего альянса с федеральным правительством 18 сентября. 28 ноября Марина Силва, которой не удалось зарегистрировать свою собственную партию (Rede) до выборов 2014 года, в результате присоединилась к Социалистической партии, объявив о поддержке Кампуша в качестве кандидата. Эдуарду Кампуш погиб в авиакатастрофе 13 августа 2014 года.

- 19 ноября 2013 года Бразильская социал-демократическая партия (Partido da Social Democracia Brasileira – PSDB) выдвинула сенатора от штата Минас-Жерайс Аэсио Невеса кандидатом в президенты.

- 1 декабря 2013 года Партия социализма и свободы (Partido Socialismo e Liberdade – PSOL) выдвинула сенатора от штата Амапа Рандолфе Родригеса кандидатом в президенты. Однако он снял свою кандидатуру 13 июня 2014 года. Тогда партия сообщила о выдвижении бывшего федерального депутата от штата Риу-Гранди-ду-Сул Лусианы Женро 22 июня 2014 года[2].

- 22 марта 2014 года Зелёная партия Бразилии (Partido Verde - PV) выдвинула медика из Баии Эдуардо Жорже в качестве своего кандидата в президенты.

## Опросы общественного мнения

### Президентские выборы
| Дата             | Опрос      | Кандидат         | Кандидат           | Кандидат             | Кандидат              | Кандидат             | Кандидат | Против всех | Не определились |
| Дата             | Опрос      | Дилма Русеф (PT) | Аэсио Невес (PSDB) | Эдуарду Кампуш (PSB) | Пастор Эвералдо (PSC) | Лусиана Женро (PSOL) | Другие   | Против всех | Не определились |
| ---------------- | ---------- | ---------------- | ------------------ | -------------------- | --------------------- | -------------------- | -------- | ----------- | --------------- |
| 15-16/07/2014    | Datafolha  | 36 %             | 20 %               | 8 %                  | 3 %                   | 1 %                  | 4 %      | 13 %        | 14 %            |
| 01-02/07/2014    | Datafolha  | 38 %             | 20 %               | 9 %                  | 4 %                   | 1 %                  | 4 %      | 13 %        | 11 %            |
| 13-15/06/2014    | Ibope      | 39 %             | 21 %               | 10 %                 | 3 %                   | 0 %                  | 3 %      | 13 %        | 18 %            |
| 04-07/06/2014    | Ibope      | 38 %             | 22 %               | 13 %                 | 3 %                   | 0 %                  | 2 %      | 13 %        | 7 %             |
| 03-05/06/2014    | Datafolha  | 34 %             | 19 %               | 7 %                  | 4 %                   | 0 %                  | 3 %      | 17 %        | 13 %            |
| 31/05-01/06/2014 | Vox Populi | 40 %             | 21 %               | 8 %                  | 2 %                   | 0 %                  | 1 %      | 14 %        | 14 %            |
| 15-19/05/2014    | Ibope      | 40 %             | 20 %               | 11 %                 | 3 %                   | 0 %                  | 2 %      | 14 %        | 10 %            |
| 07-08/05/2014    | Datafolha  | 37 %             | 20 %               | 11 %                 | 3 %                   | 1 %                  | 2 %      | 16 %        | 8 %             |
| 10-14/04/2014    | Ibope      | 37 %             | 14 %               | 6 %                  | 2 %                   | 1 %                  | 1 %      | 24 %        | 13 %            |
| 06-08/04/2014    | Vox Pouli  | 40 %             | 16 %               | 8 %                  | 2 %                   | 0 %                  | 0 %      | 15 %        | 18 %            |
| 02-03/04/2014    | Datafolha  | 38 %             | 16 %               | 10 %                 | 2 %                   | 0 %                  | 4 %      | 20 %        | 9 %             |
| 13-17/03/2014    | Ibope      | 40 %             | 13 %               | 6 %                  | 3 %                   | 1 %                  | 0 %      | 24 %        | 12 %            |
| 19-20/02/2014    | Datafolha  | 44 %             | 16 %               | 9 %                  | 3 %                   | 0 %                  | 2 %      | 19 %        | 7 %             |
| 13-15/02/2014    | Vox Populi | 41 %             | 17 %               | 6 %                  | 0 %                   | 0 %                  | 0 %      | 20 %        | 15 %            |

## Результаты
| Кандидаты                                                | Вице-президент                                             | Коалиция                      | Первый тур  | Первый тур | Второй тур  | Второй тур |
| Кандидаты                                                | Вице-президент                                             | Коалиция                      | Голоса      | %          | Голоса      | %          |
| -------------------------------------------------------- | ---------------------------------------------------------- | ----------------------------- | ----------- | ---------- | ----------- | ---------- |
| Дилма Русеф (Партия трудящихся)                          | Мишел Темер (Бразильская партия демократического движения) | Вместе с силой людей          | 43 267 668  | 41,59      | 54 501 119  | 51,64      |
| Аэсио Невес (Бразильская социал-демократическая партия)  | Алойсио Нунес (Бразильская социал-демократическая партия)  | Изменись, Бразилия            | 34 897 211  | 33,55      | 51 041 155  | 48,36      |
| Марина Силва (Социалистическая партия Бразилии)          | Бето Альбукерке (Социалистическая партия Бразилии)         | Объединение для Бразилии      | 22 176 619  | 21,32      |             |            |
| Лусиана Женру (Партия социализма и свободы)              | Жорже Паз (Партия социализма и свободы)                    | —                             | 1 612 186   | 1,55       |             |            |
| Эверальдо Пейрера (Социал-христианская партия(Бразилия)) | Леонардо Гаделха (Социал-христианская партия(Бразилия))    | —                             | 780 513     | 0,75       |             |            |
| Эдуардо Жорде (Зелёная партия Бразилии)                  | Селия Сакраменто (Зелёная партия Бразилии)                 | —                             | 630 099     | 0,61       |             |            |
| Леви Фиделикс (PRTB)                                     | Хосе Алвес де Оливейра (PRTB)                              | —                             | 446 878     | 0,43       |             |            |
| Хосе Мария де Алвейда (PSTU)                             | Клаудия Дуранс (PSTU)                                      | —                             | 91 209      | 0,09       |             |            |
| Хосе Мария Эймаел (PSDC)                                 | Роберто Лопес (PSDC)                                       | —                             | 61 250      | 0,06       |             |            |
| Мауро Иаси (Бразильская коммунистическая партия)         | София Манзано (Бразильская коммунистическая партия)        | —                             | 47 845      | 0,05       |             |            |
| Руи Коста Пимента (PCO)                                  | Рикардо Мачадо (PCO)                                       | —                             | 12 324      | 0,01       |             |            |
| Действительные голоса                                    | Действительные голоса                                      | Действительные голоса         | 104 023 543 | 90,36      | 105 542 274 | 93,66      |
| Недействительные голоса                                  | Недействительные голоса                                    | Недействительные голоса       | 6 678 580   | 5,80       | 5 219 787   | 4,63       |
| Пустые бланки                                            | Пустые бланки                                              | Пустые бланки                 | 4 420 488   | 3,84       | 1 921 819   | 1,71       |
| Всего голосов                                            | Всего голосов                                              | Всего голосов                 | 115 122 611 | 100,00     | 112 683 879 | 100,00     |
| Зарегистрированные избиратели                            | Зарегистрированные избиратели                              | Зарегистрированные избиратели | 142 822 046 | 80,61      | 142 822 046 | 78,90      |
| Общая численность избирателей                            | Общая численность избирателей                              | Общая численность избирателей | 150 803 268 | 76,34      | 150 803 268 | 74,72      |
| Источник: Tribunal Superior Eleitoral.                   |                                                            |                               |             |            |             |            |

### Первый тур
Как пишет издание «Бразилия сегодня», по результатам первого тура действующий президент страны Дилма Русеф (Партия трудящихся) набрала 41,59 % (43,24 млн голосов избирателей), а кандидат от Социал-демократической партии Аэсио Невес набрал 33,55 % (34,88 млн голосов избирателей), выйдя, таким образом, во второй тур выборов президента страны, который состоится 26 октября. Марина Силва (Социалистическая партия Бразилии) получила 21,32 % (22,16 млн голосов избирателей). Несмотря на то, что сразу после трагической гибели кандидата Эдуарду Кампуша в авиакатастрофе Марина Силва стала временным фаворитом на выборах, дальнейший ход предвыборной кампании дискредитировать её в глазах избирателей, прежде всего из-за частой смены позиции и программы. Остальные кандидаты набрали менее 2 % голосов избирателей. Дилма Русеф победила в большинстве штатов Севера и Северо-Востока страны. Аэсиу Невес победил в штатах Центро-Запада. Традиционно Партия трудящихся представляет интересы простых людей, а Социал-Демократическая—интересы крупного бизнеса и США.

### Второй тур
26 октября 2014 года во втором туре Дилма Русеф победила с минимальным преимуществом-она получила 51,96 % (54 502 119 млн чел.) голосов избирателей, А.Невес получил 48,36 % (51 041 155 млн чел.) голосов.

## Выборы губернаторов
На выборах губернаторов в 17 штатах победили кандидаты от коалиции во главе с Партией трудящихся, а в 10 штатах - от коалиции во главе с Социал-демократической партией.

## Парламентские выборы
При выборах Палаты депутатов 13,93 % голосов было отдано пропрезидентской Партии трудящихся, 11,09 % голосов получил основной союзник Партии трудящихся — Партия бразильского демократического движения. Бразильская социал-демократическая партия — основной соперник пропрезидентской Партии трудящихся получила 11,38 % голосов. Партия трудящихся смогла сформировать коалицию с союзниками и мелкими партиями и, таким образом, президент получила большинство в Конгрессе — 59 % мест в Палате депутатов и 65,43 % в Сенате (в обеих палатах с союзниками).